# 過海隧道巴士110線
過海隧道巴士110線是香港一條循環來往筲箕灣及尖沙咀的過海隧道巴士路線，現時由城巴及九巴聯合經營，提供筲箕灣、耀東邨、西灣河、太古城及北角來往佐敦及尖沙咀的過海隧道巴士服務，回程更會加經銅鑼灣及炮台山。
本線為香港現存唯一常規循環過海巴士線，亦為僅有四條不途經專營巴士低排放區的全日聯營過海巴士路線之一。

## 歷史
在中巴及九巴呈交運輸署的《八六至八八年度巴士路線發展計劃》中，兩巴提議開辦新路線110，來往太古城及尖沙咀東；惟當局正實行「整體過海隧道運輸服務政策」，凍結了過海巴士路線的數目，運輸署指擬議路線與渡輪服務重疊，否決建議。
- 1987年8月17日：因油麻地小輪（即香港小輪）尖沙咀東至北角的航線取消，本線開辦，來往尖沙咀東（即現時康宏廣場的位置）至太古城。
- 1992年1月1日：尖沙咀東巴士總站因物業發展（興建康宏廣場）而關閉，本線總站遷往尖沙咀東（梳士巴利道）。
- 1993年5月23日：太古城巴士總站因物業發展而關閉，本線延長至西灣河碼頭。
- 1995年6月25日：九巴班次提升為全空調服務。
- 1996年1月22日：本線總站由尖沙咀東遷往佐敦道碼頭。
- 1996年8月26日：為配合耀東邨一帶入伙，本線延長至筲箕灣並途經耀東邨。
- 1998年9月1日：中巴專營權結束，改由新巴及九巴聯合經營本線。
- 2000年6月11日：為減少行車時間，本線往筲箕灣方向改經維園道入電氣道、渣華道，往九龍方向改經興發街入維園道及告士打道，不經怡和街及銅鑼灣。
- 2003年2月23日：因佐敦道碼頭巴士總站關閉，本線總站遷往佐敦（匯翔道）巴士總站。
- 2009年12月20日，本線總站由佐敦（匯翔道）遷往九龍站，以配合興建廣深港高速鐵路香港西九龍站工程；往筲箕灣方向離開海底隧道後改經告士打道、天橋、告士打道、高士威道、英皇道（興發街至康山）後返回原有路線，不再經歌頓道、電氣道、渣華道及民康街，但本線在紅磡海底隧道收費廣場分站的停站位置維持不變。自遷往九龍站後，新巴巴士未及更新電子地點牌，故仍然顯示為「佐敦（匯翔道）」，只不過新巴只在車頭玻璃窗掛上膠牌顯示「九龍站」[4]。
- 2013年12月28日：本線改為循環運作，改以筲箕灣為總站，尖沙咀東（麼地道）為循環點。同時為配合118線北角段來回程改經東區走廊，往尖沙咀方向改經介乎太古城至民康街及糖水道至維園道一段東區走廊，往筲箕灣方向抵告士打道後改經維園道、歌頓道、電氣道、渣華道及民康街至太古城一段東區走廊，以彌補118線提速後的不足[5][6][7]。
- 2014年7月28日：早上由紅磡海底隧道收費廣場開往北角渣華道（電照街）之特別班次由2班增加至5班，服務時間為08:25至09:15，每10-15分鐘一班。
- 2016年5月23日：九巴班次增設到站時間預報。
- 2018年7月27日：新巴班次增設實時抵站時間查詢服務。
- 2018年12月23日：星期日及公眾假期由筲箕灣開出的班次提早至07:00，新增的班次並以尖沙咀麼地道為總站，不會按循環線往筲箕灣。[8]
- 2019年9月1日：試行兩項改動，至同年12月31日：[9][10]
  - 星期一至五所有常規班次改以循環形式運作；
  - 星期日及公眾假期頭班車由07:00提早至06:30開出。
- 2020年1月1日：[11]
  - 星期一至五全數常規班次採用循環形式運作之安排正式永久實施；
  - 星期日及公眾假期頭班車時間由06:30改回07:00。
- 2022年2月14日：取消09:15由紅磡海底隧道收費廣場開往北角渣華道（電照街）之特別班次。[12]
- 2022年6月20日：取消由紅磡海底隧道收費廣場開往北角渣華道（電照街）之特別班次。[13]
- 2023年7月1日：因應新巴城巴合併，本線改由九巴及城巴聯合經營。
- 2025年7月19日：星期六、日及公眾假期12:20或之前由筲箕灣開出之班次以試行形式繞經高鐵西九龍站上落客區，至2026年1月18日。[14]

## 服務時間及班次
| 筲箕灣開         | 筲箕灣開            | 筲箕灣開            | 尖沙咀東（麼地道）開（大約） | 尖沙咀東（麼地道）開（大約） | 尖沙咀東（麼地道）開（大約） |
| 日期             | 服務時間            | 班次（分鐘）        | 日期                         | 服務時間                     | 班次（分鐘）                 |
| ---------------- | ------------------- | ------------------- | ---------------------------- | ---------------------------- | ---------------------------- |
| 星期一至五       | 06:00、06:30、06:56 | 06:00、06:30、06:56 | 星期一至五                   | 07:00、07:30、07:56          | 07:00、07:30、07:56          |
| 星期一至五       | 07:10-08:10         | 20                  | 星期一至五                   | 08:10-09:10                  | 20                           |
| 星期一至五       | 09:30、09:52        | 09:30、09:52        | 星期一至五                   | 10:30、10:52                 | 10:30、10:52                 |
| 星期一至五       | 10:15-16:30         | 25                  | 星期一至五                   | 11:15-17:30                  | 25                           |
| 星期一至五       | 16:30-17:30         | 20                  | 星期一至五                   | 17:30-18:30                  | 20                           |
| 星期一至五       | 17:45               | 17:45               | 星期一至五                   | 18:45                        | 18:45                        |
| 星期一至五       | 18:10-19:00         | 25                  | 星期一至五                   | 19:10-20:00                  | 25                           |
| 星期一至五       | 19:00-20:00         | 20                  | 星期一至五                   | 20:00-21:00                  | 20                           |
| 星期六           | 06:00-07:10         | 35                  | 星期六                       | 07:00-08:10                  | 35                           |
| 星期六           | 07:10-09:40         | 30                  | 星期六                       | 08:10-10:40                  | 30                           |
| 星期六           | 09:40-16:20         | 20                  | 星期六                       | 10:40-17:20                  | 20                           |
| 星期六           | 16:20-17:10         | 25                  | 星期六                       | 17:20-18:10                  | 25                           |
| 星期六           | 17:40、18:10、18:35 | 17:40、18:10、18:35 | 星期六                       | 18:40、19:10、19:35          | 18:40、19:10、19:35          |
| 星期六           | 19:00-20:00         | 30                  | 星期六                       | 20:00-20:30                  | 30                           |
| 星期日及公眾假期 | 07:00-08:10         | 35                  | 星期日及公眾假期             | 10:10                        | 10:10                        |
| 星期日及公眾假期 | 08:10-09:40         | 30                  | 星期日及公眾假期             | 10:40-13:40                  | 20                           |
| 星期日及公眾假期 | 09:40-12:40         | 20                  | 星期日及公眾假期             | 14:05、14:30、15:00          | 14:05、14:30、15:00          |
| 星期日及公眾假期 | 13:05、13:30、14:00 | 13:05、13:30、14:00 | 星期日及公眾假期             | 15:30-17:10                  | 25                           |
| 星期日及公眾假期 | 14:30-16:10         | 25                  | 星期日及公眾假期             | 17:40、18:10、18:35          | 17:40、18:10、18:35          |
| 星期日及公眾假期 | 16:40、17:10、17:35 | 16:40、17:10、17:35 | 星期日及公眾假期             | 19:00-20:30                  | 30                           |
| 星期日及公眾假期 | 18:00-20:00         | 30                  |                              |                              |                              |

- 星期日及公眾假期07:00、07:35、08:10、08:40，以及星期六、日及公眾假期20:00由筲箕灣開出的班次以尖沙咀東（麼地道）為終點，不返回筲箕灣。

## 收費
全程：$12.2
- 紅磡海底隧道往尖沙咀／銅鑼灣避風塘往筲箕灣：$7.7
- 九龍佑寧堂往筲箕灣：$12.2（不適用於以尖沙咀為終點之短程班次，該等班次會繼續收取$7.7分段收費。）
- 太康樓往筲箕灣：$5.7

| - 本線設有12歲以下小童及65歲或以上長者半價優惠。 - 65歲或以上香港居民使用「樂悠咭」，以及12歲以下合資格殘疾兒童使用「殘疾人士身份」個人八達通繳付車資，均可享有每程$2.0或半價（以較低者為準）的票價優惠；12至64歲合資格殘疾人士使用「殘疾人士身份」個人八達通（包括「樂悠咭」），以及60至64歲香港居民使用「樂悠咭」繳付車資，均可享有每程$2.0或全費（以較低者為準）的票價優惠。 - 65歲或以上長者如使用長者或一般個人八達通繳付車資，則只可享有半價優惠；12至64歲合資格殘疾人士如不使用「殘疾人士身份」個人八達通，以及60至64歲人士如不使用「樂悠咭」繳付車資，必須繳付全費。 - 乘客可以現金或八達通於上車時付款，不設找續。 - 每位成人乘客可免費攜帶最多兩名4歲以下而不佔座位的兒童乘客乘車，超額之4歲以下小童必須繳付小童車費乘車。 - 持有「九巴月票」之乘客在車票有效期內，每日可享最多10程任何九龍巴士及龍運巴士路線（包括本路線，合資格車程只適用於九龍巴士／龍運巴士提供的班次；惟乘搭機場「A」及「NA」線則可享原價二七折優惠（不會計算每天10次合資格車程））；而B1線則可每日可享最多2程（不會計算每天10次合資格車程）。 - 九龍巴士、城巴、龍運巴士及陽光巴士全職員工及家屬（不包括外判職員）可免費乘搭本路線（陽光巴士員工及家屬只適用於九龍巴士提供的班次），惟必須拍職員或職員家屬八達通。 - 乘客亦可使用AlipayHK「易乘碼」、支付寶、WeChatHK／微信支付「搭車碼」、銀聯雲閃付「乘車碼」及BOC Pay「乘車碼」、具有感應式支付功能的JCB、卡美國運通、大來國際、Discover Card（只適用於九龍巴士／龍運巴士提供的班次）、VISA、Mastercard及銀聯卡，以及Apple Pay、Google Pay及Samsung Pay流動支付平台繳付車資。九巴班次的乘客使用上述付款方式，將只可享有與其他九巴路線／聯營路線九巴班次之轉乘優惠；城巴班次的乘客使用上述付款方式，將只可享有與其他城巴獨營路線或聯營線城巴班次之轉乘優惠。乘客亦不能享有「公共交通費用補貼計劃」及「長者及合資格殘疾人士公共交通票價優惠計劃」。 - 根據城巴官方資料，於九龍佑寧堂以前登車的乘客，若須前往海底隧道收費廣場或以後的回程車站，須於香港科學館重新繳付車資，但鮮見有九巴車長會切實執行此規定。 |

### 八達通巴士轉乘計劃
乘搭此線往港島方向之乘客於登車後150分鐘內在海底隧道巴士轉乘站轉乘以下路線，第二程成人票價便可減收$3.5，小童／長者票價減收$1.8，乘客必須在150分鐘內轉車。
| 紅隧轉乘優惠計劃路線列表 | 紅隧轉乘優惠計劃路線列表 | 紅隧轉乘優惠計劃路線列表 | 紅隧轉乘優惠計劃路線列表 |
| 巴士公司                 | 轉乘路線                 | 出發地                   | 目的地                   |
| ------------------------ | ------------------------ | ------------------------ | ------------------------ |
| 城巴、九巴               | 101                      | 觀塘（裕民坊）           | 堅尼地城                 |
| 城巴、九巴               | 102                      | 美孚                     | 筲箕灣                   |
| 城巴、九巴               | 102P                     | 美孚                     | 筲箕灣                   |
| 城巴、九巴               | 103                      | 竹園邨                   | 蒲飛路                   |
| 城巴、九巴               | 104                      | 白田                     | 堅尼地城                 |
| 城巴、九巴               | 106                      | 黃大仙                   | 小西灣（藍灣半島）       |
| 城巴、九巴               | 106P                     | 黃大仙                   | 小西灣（藍灣半島）       |
| 城巴                     | 106A                     | 黃大仙                   | 太古（康怡廣場）         |
| 城巴、九巴               | 107                      | 九龍灣                   | 華貴邨                   |
| 城巴、九巴               | 107P                     | 海逸豪園                 | 數碼港                   |
| 九巴                     | 108                      | 九龍灣（啟業）           | 寶馬山                   |
| 城巴、九巴               | 109                      | 何文田                   | 中環（港澳碼頭）         |
| 城巴、九巴               | 110                      | 尖沙咀東（麼地道）       | 筲箕灣                   |
| 城巴、九巴               | 111                      | 坪石                     | 中環（港澳碼頭)          |
| 城巴、九巴               | 111P                     | 彩福                     | 中環（港澳碼頭)          |
| 城巴、九巴               | 112                      | 蘇屋                     | 北角（百福道）           |
| 城巴、九巴               | 113                      | 彩虹                     | 堅尼地城（卑路乍灣）     |
| 城巴、九巴               | 115                      | 九龍城碼頭               | 中環（港澳碼頭）         |
| 城巴、九巴               | 115P                     | 海逸豪園                 | 中環（港澳碼頭）         |
| 城巴、九巴               | 116                      | 慈雲山（中）             | 鰂魚涌（祐民街）         |
| 城巴、九巴               | 117                      | 深水埗（欽州街）         | 跑馬地（下）             |
| 城巴、九巴               | 118                      | 長沙灣（深旺道）         | 小西灣（藍灣半島）       |
| 城巴、九巴               | 118P                     | 長沙灣（深旺道）         | 小西灣（藍灣半島）       |
| 城巴、九巴               | 170                      | 沙田站                   | 華富（中）               |
| 城巴、九巴               | 171                      | 荔枝角                   | 海怡半島                 |
| 城巴、九巴               | 182                      | 愉翠苑                   | 中環（港澳碼頭）         |

## 使用車輛
現時九巴的用車為5輛亞歷山大丹尼士Enviro 500 MMC 12米（ATENU）雙層空調巴士，均屬荔枝角車廠。
| 車隊編號 | 車牌   |
| -------- | ------ |
| ATENU585 | TM3973 |
| ATENU765 | TT4918 |
| ATENU767 | TT6621 |
| ATENU769 | TT7018 |
| ATENU771 | TT7692 |

城巴方面共派出6輛雙層巴士，主要為：亞歷山大丹尼士Enviro 400 10.5米（38XX）、亞歷山大丹尼士Enviro 500（11.3米40XX、12米55XX）、亞歷山大丹尼士Enviro 500 MMC（11.3米40XX、12米55XX-58XX、12.8米61XX-62XX）、富豪B9TL（11.3米45XX、12米52XX）及富豪B8L 12米（523X）。

## 行車路線
經：未命名道、南安里、筲箕灣道、新成街、耀興道、惠亨街、太祥街、筲箕灣道、太古城道、太茂路、太古灣道、東區走廊、民康街、英皇道、糖水道、東區走廊、維園道、告士打道、杜老誌道天橋、杜老誌道、鴻興道、紅磡海底隧道、康莊道、漆咸道南、加士居道、佐敦道、（匯民道、匯翔道）、廣東道、梳士巴利道、尖沙咀東（麼地道）巴士總站、麼地道、漆咸道南、暢運道、康泰徑、康莊道（北行） 掉頭處 、康莊道（南行）、紅磡海底隧道、告士打道、維園道、歌頓道、電氣道、渣華道、民康街、東區走廊、太古灣道、太豐路、太古城道、太茂路、太古灣道、太榮路、太古城道、筲箕灣道、太康街、鯉景道、太安街、成安街、耀興道、南康街、筲箕灣道、愛秩序街及南安街。
- 註：

1. 星期六、日及公眾假期12:20或之前班次加經括號內之路段。
2. 以尖沙咀東（麼地道）為終點站班次，祇停斜體字之路段

### 沿線車站
| 1                                                       | 筲箕灣             | 筲箕灣巴士總站                   |
| 2                                                       | 新成街             | 筲箕灣道                         |
| 3                                                       | 筲箕灣廣場         | 耀興道                           |
| 4                                                       | 東盛苑             | 耀興道                           |
| 5                                                       | 耀東邨耀明樓       | 耀興道                           |
| 6                                                       | 耀東商場           | 耀興道                           |
| 7                                                       | 耀東邨耀華樓       | 耀興道                           |
| 8                                                       | 東熹苑景熹閣       | 耀興道                           |
| 9                                                       | 興東邨             | 耀興道                           |
| 10                                                      | 太寧街             | 惠亨街                           |
| 11                                                      | 高山臺             | 太古城道                         |
| 12                                                      | 太古城中心         | 太古城道                         |
| 東區走廊                                                |                    |                                  |
| 13                                                      | 健威花園           | 英皇道                           |
| 14                                                      | 琴行街             | 英皇道                           |
| 東區走廊；維園道、告士打道、杜老誌道天橋； 紅磡海底隧道 |                    |                                  |
| 15                                                      | 紅隧轉車站（C1）   | 康莊道                           |
| 康莊道； 漆咸道北、加士居道                             |                    |                                  |
| 16                                                      | 九龍佑寧堂         | 佐敦道                           |
| 17                                                      | 白加士街           | 佐敦道                           |
| 18                                                      | 炮台街             | 佐敦道                           |
| #                                                       | 西九龍站           | 匯民道                           |
| 19                                                      | 匯翔道             | 廣東道                           |
| 20                                                      | 柯士甸道           | 廣東道                           |
| 21                                                      | 北京道             | 廣東道                           |
| 22                                                      | 尖東站             | 梳士巴利道                       |
| 23                                                      | 尖沙咀東（麼地道） | 尖沙咀東（麼地道）公共運輸交匯處 |
| 24*                                                     | 加連威老道         | 漆咸道南                         |
| 25*                                                     | 香港科學館         | 漆咸道南                         |
| 26*                                                     | 紅隧轉車站（A6）   | 康莊道                           |
| 紅磡海底隧道；告士打道                                  |                    |                                  |
| 27*                                                     | 銅鑼灣避風塘       | 維園道                           |
| 28*                                                     | 歌頓道             | 歌頓道                           |
| 29*                                                     | 電氣道街市         | 電氣道                           |
| 30*                                                     | 城市花園           | 電氣道                           |
| 31*                                                     | 北角道             | 渣華道                           |
| 32*                                                     | 琴行街             | 渣華道                           |
| 33*                                                     | 電照街             | 渣華道                           |
| 東區走廊                                                |                    |                                  |
| 34*                                                     | 太古城中心         | 太古城道                         |
| 35*                                                     | 太古城雅蓮閣       | 太古灣道                         |
| 36*                                                     | 太古城太湖閣       | 太古城道                         |
| 37*                                                     | 太康樓             | 太康街                           |
| 38*                                                     | 港島民生書院       | 太安街                           |
| 39*                                                     | 東欣苑             | 耀興道                           |
| 40*                                                     | 東熹苑             | 耀興道                           |
| 41*                                                     | 東熹苑逸熹閣       | 耀興道                           |
| 42*                                                     | 耀東邨耀華樓       | 耀興道                           |
| 43*                                                     | 耀東邨             | 耀興道                           |
| 44*                                                     | 耀東邨耀興樓       | 耀興道                           |
| 45*                                                     | 耀東邨耀貴樓       | 耀興道                           |
| 46*                                                     | 筲箕灣廣場         | 耀興道                           |
| 47*                                                     | 筲箕灣             | 筲箕灣巴士總站                   |

註：

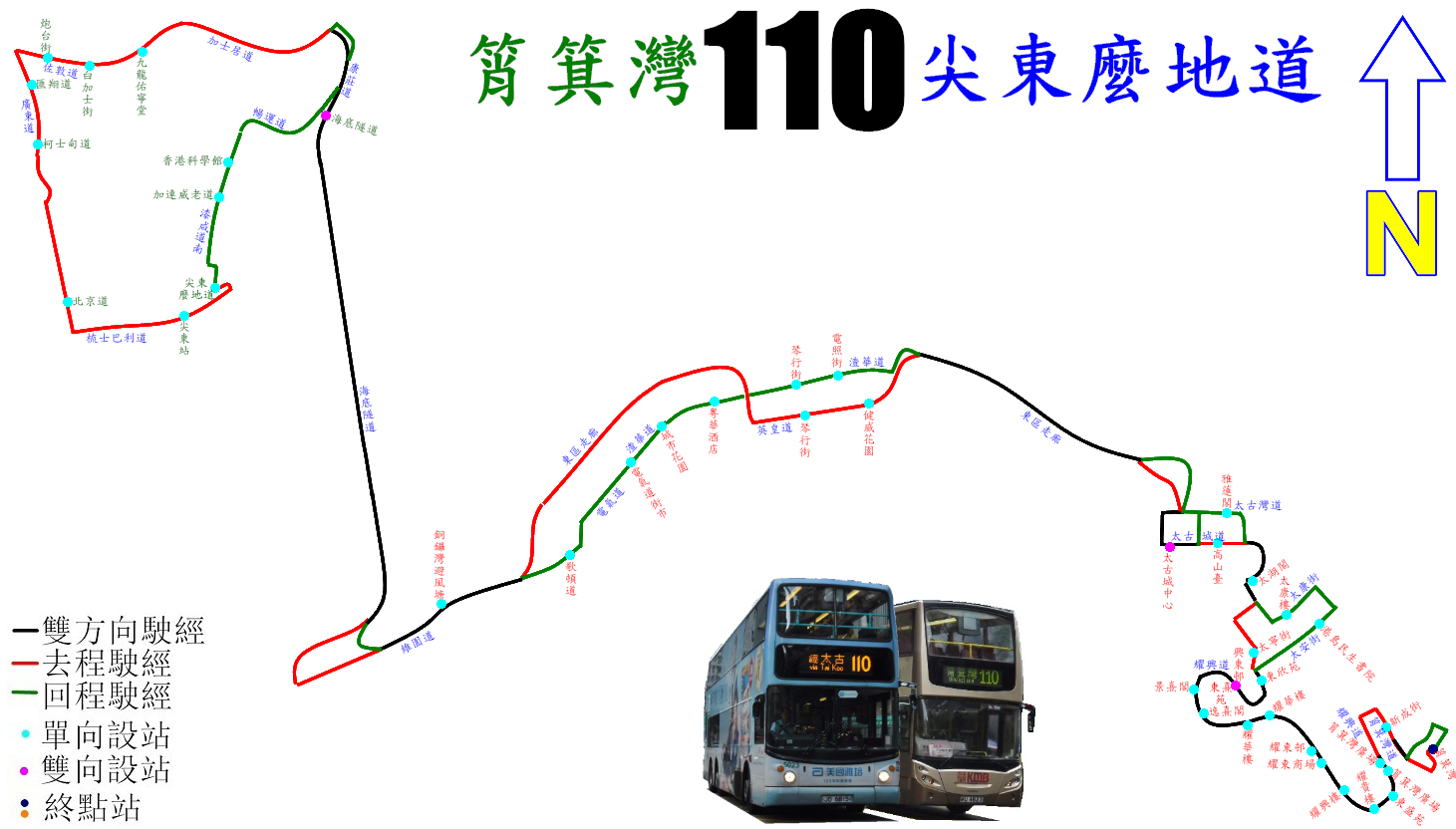
此線的走線圖

1. 星期六、日及公眾假期12:20或之前班次加經#號之分站。
2. 星期日及公眾假期07:00-08:40，及星期六、日及公眾假期20:00由筲箕灣開出之班次以尖沙咀東（麼地道）為終點站，不經有*號之分站。

## 客量
由於應港島居民要求，導致本線不斷延長路線，因此本線在港島區的路線相當迂迴，因此特意乘搭本線的乘客甚少，多數是因102、112等線無法上車而乘搭本線來往紅隧到紅磡站轉乘東鐵綫的乘客。再加上告士打道一帶經常塞車，影響行車時間及班次穩定性，因此本線在2000年6月11日起大幅度更改路線，以減少行車時間，不過由於班次較疏落，而且尖沙咀廣東道在繁忙時間常常塞車，加上尖沙咀乘客可以乘搭港鐵直達或天星小輪經港島轉車來往東區，因此客量一直欠佳，運輸署更在2006-07年路線發展計劃中建議停駛本線，但受到區議會反對而被擱置。但該線在繁忙時間亦有很多乘客在尖沙咀及尖東等候，客量未至於太差。甚至在晚上會出現頂閘情況。
雖然過海隧道巴士118線一直計劃修改為不經北角直達柴灣，以便為其主要服務對象的柴灣地區提供更快捷的過海巴士服務，可是受到已有多條直達巴士路線的北角區反對，於是110線便被修改為118改道後的替代路線。
本路線於2013年12月28日起配合過海隧道巴士118線進行改道，往港島方向通過海底隧道後，改為取道電氣道，以取代118線改道前的部分功能。根據網上巴士討論區，本線的客量大幅上升，在早上繁忙時間更出現滿座情況，九巴更要加開往渣華道近電照街的特別班次，以疏導乘客。於2014年1月，九巴更改派富豪奧林比安12米（3AV）代替同款11米巴士（AV）掛牌車，以應付上午繁忙時間海底隧道收費廣場前往北角之龐大客量增長，同年1月18日起兩部低地台掛牌車更換上載客量較大的Wright車身富豪B9TL（AVBW1／LU3739、AVBW44／MM2801）。可是由於110線班次不足，加上九龍區服務範圍只有佐敦及尖沙咀，即使行車速度因改道而加快，大部分在海底隧道站的乘客依然以等候102線及106線為主，只有偶遇110線，或是沒有選擇的北角內街及耀興道的乘客才會登車。